# Saba (cantant)
Anna Saba Lykke Oehlenschlæger (nascuda l'11 d'agost de 1997), coneguda simplement com a Saba (estilitzat en majúscules), és una cantant, model i actriu de teatre musical danesa. El 2024, es va convertir en la primera dona negra i queer seleccionada per representar Dinamarca al Festival de la Cançó d'Eurovisió, amb la cançó "Sand".

## Primers anys
Anna Saba (nascuda Saba) Lykke Oehlenschlæger i la seva germana bessona Andrea (nascuda Sara) Lykke Oehlenschlæger van néixer l'11 d'agost de 1997 a Addis Abeba. Van ser adoptades als vuit mesos d'edat i es van criar a Ringkøbing (Dinamarca) des del 10 d'abril de 1998. Durant la seva joventut, Oehlenschlæger va jugar a futbol al DBU Jutland.

## Carrera

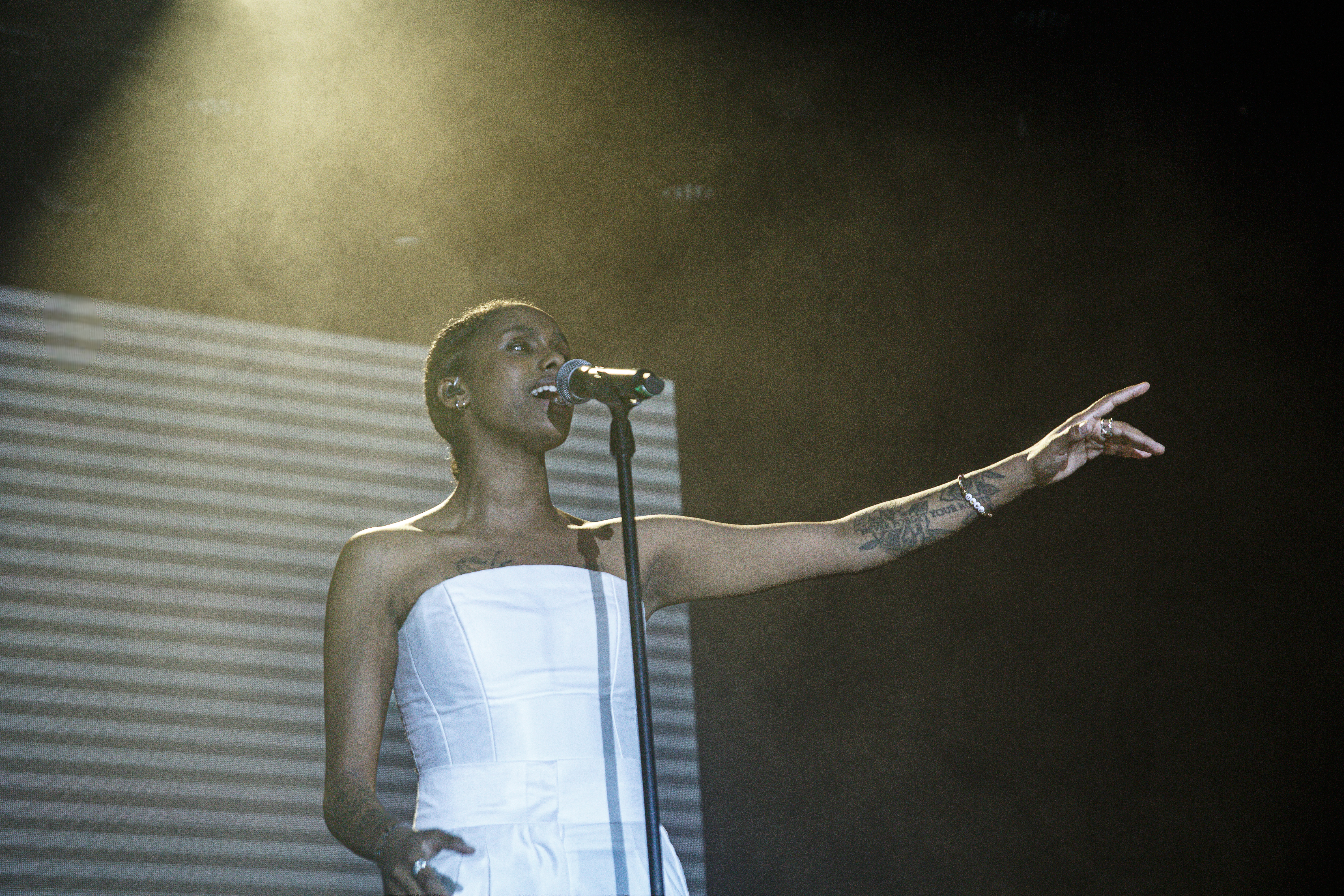
Saba actuant a Madrid durant la PrePartyES 2024.

Després d'abandonar l'escola secundària, Oehlenschlæger i la seva germana es van traslladar a Copenhaguen, on va començar a treballar com a model i emprenedora en productes per blanquejar les dents, mentre que la seva germana va seguir una carrera de cantant i d'actriu musical. El 23 de febrer de 2023, Oehlenschlæger va substituir la seva germana embarassada en el paper de Dionne per a l'estrena del musical Hair a l'Østre Gasværk Teater, on va debutar com a actriu teatral no acrobàtica.
El 25 de gener de 2024, Saba va ser anunciada com una dels participants del Dansk Melodi Grand Prix de 2024, la final nacional danesa del Festival d'Eurovisió 2024, amb la cançó "Sand". Va guanyar la final el 17 de febrer de 2024, i va adquirir el dret de representar Dinamarca a Eurovisió. El 29 de març de 2024, diversos participants, inclòs Saba, van publicar una declaració conjunta demanant "un alto el foc immediat i durador" a Gaza, així com "el retorn segur de tots els ostatges". No es va classificar per a la final en la semifinal el 9 de maig de 2024.